# Sietse Rienksma

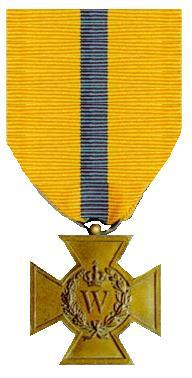
Bronzen Kruis 1941

Sietse Pieter Rienksma (Schipluiden, 26 december 1915) was een schipper die in 1941 Engelandvaarder werd.
In 1935 kocht Rienksma een schip dat hij de naam Nooit Volmaakt gaf. Hij vervoerde hiermee vooral aardappelen en grint. 

## Tweede Wereldoorlog
Tijdens de Tweede Wereldoorlog had Rienksma een speciale vergunning om op en neer naar Zeeland te varen om aardappelen te halen.
In mei 1941 wilde Rienksma naar Engeland oversteken. De eerste twee pogingen om de Noordzee over te steken mislukten. De eerste keer was het weer te slecht, de tweede keer liepen ze vast op een zandbank bij Walcheren. 
De derde poging was op 3 september 1941 en verliep goed. Aan boord waren: Dick ter Beek, Rudy Burgwal, R. Daniëls, Jan Linzel, Sietse Rienksma, Bob van der Stok, Frederik Stumpff, Theo Vrins en Cees Waardenburg. Nadat ze de Nooit Volmaakt op het Haringvliet hadden achtergelaten, werd deze door een neef van Rienksma opgehaald. Het schip werd vervolgens aan Kees Koole verhuurd. Hij voer ermee van Leidschendam naar Zeeland om aardappelen te halen. Onder de aardappelen waren soms bootjes verstopt waarmee Engelandvaarders later de Noordzee overstaken. 
In Engeland werden Rienksma en de andere mannen uitgebreid ondervraagd, waarna ze ondergebracht werden in het achterhuis van Eaton Square 82. Op 6 november 1941 werden de heren naar de Nederlandse delegatie op Portland Square ontboden. Aanwezig waren koningin Wilhelmina, prins Bernhard, admiraal Furstner en vice-admiraal Lou A C M Doorman (broer van Karel Doorman). Met uitgebreid ceremonieel kregen de Engelandvaarders het Bronzen Kruis opgespeld.